# عيدان عميدي
عيدان عميدي ( (بالعبرية: עידן עמדי‏) </link> ; من مواليد 19 فبراير 1988) هو مغني وكاتب أغاني وممثل إسرائيلي  صعد إلى الشهرة في برنامج الواقع نجم يولد في عام 2010. لقد أصدر 5 ألبومات ، مع أغاني فردي. بدأ عميدي التمثيل في عام 2017، وانضم إلى طاقم عمل مسلسل الحركة التلفزيوني "فوضى" حيث لعب دور ساجي تسور. اما عن حياته الشخصية، فقد تزوج عميدي من ميريام بنيامينوف عام 2018 ولديهما طفلان معًا. تم استدعاؤه كجندي احتياطي في الجيش الإسرائيلي خلال الحرب بين إسرائيل وحماس عام 2023 ، وأصيب بجروح خطيرة في يناير 2024 أثناء القتال في خان يونس.

## النشأة
ولد عيدان عميدي لعائلة يهودية كردية ونشأ في القدس .  أثناء خدمته الإلزامية في الجيش الإسرائيلي ، عمل عميدي في سلاح الهندسة القتالية . 
ويتخصص أميدي في مختلف الفنون القتالية مثل التايكوندو والملاكمة التايلاندية . قبل خدمته العسكرية في عام 2005، كان الوصيف في البطولة الوطنية للتايكوندو. 

## الغناء

### نجم يولد8 والألبوم الأول: 2010-2012
بداية مسيرة عميدي كمغنيكانت في تجربة الأداء لـ نجم يولد ، حيث أدى عميدي أغنية مديح للجيش الاسرائيلي و قد كتبها ولحنها بنفسه لتجاربه كمقاتل أثناء خدمته العسكرية في فيلق الهندسة القتالية في جيش الاحتلال الإسرائيلي . 
في نهاية موسم "كوخاف نولاد" عام 2010، ظهرت أغنية "ألم المحاربين" كأول أغنية منفردة لعميدي على محطات الراديو، ووصلت إلى المركز الأول في مسيرات الكورال المختلفة في إسرائيل. و منذ ذلك الوقت اصبح عميدي شخصا ذا شعبية كبيرة في الاوساط الاسرائيلية.
.

## مهنة التمثيل
في عام 2017، انضم عميدي إلى فريق عمل الدراما التليفزيونية فوضى ،  و الذي يعرض على منصة نتفليكس و المختص في تلميع صورة الجيش الاسرائيلي، حيث لعب شخصية ساجي تسور، الرجل السري الجديد الذي انضم إلى فرقة المستعربين.

## الحياة الشخصية
في مايو 2018، تزوج عميدي من مريم بنيامينوف، الناشطة الاجتماعية للأشخاص ذوي الإعاقة، بعد أكثر من عقد من الارتباط.  وفي ديسمبر 2019، ولدت ابنتهما الأولى و اسماها "ياعيل (يائيل) شيري".  وفي مايو 2023، وُلد ابنهما الثاني و اسمه يونتان عميدي. 
بعد اندلاع عملية طوفان الاقصى في 7 أكتوبر 2023، تم استدعاء عميدي للانضمام إلى الجيش الإسرائيلي كجندي احتياطي.  كان عميدي من بين أوائل القوات الإسرائيلية التي وصلت إلى ساحل غزة وظهر بشكل متكرر في الصور ومقاطع الفيديو المنشورة للجنود الإسرائيليين في غزة، بما في ذلك وضع علامات على أنفاق حماس في الشجاعية للهدم و نشر لعميدي عدة فيديوهات احدها تظهره وهو يفجر منزلا فلسطينيا في غزة . في 8 كانون الثاني (يناير) 2024، أصيب عميدي بجروح خطيرة خلال القتال في خان يونس جنوب قطاع غزة. 